# Casa Margalida
La Casa Margalida és una obra de la Vall de Boí (Alta Ribagorça) inclosa a l'Inventari del Patrimoni Arquitectònic de Catalunya.

## Descripció
Casa aïllada de forma rectangular i coberta a doble vessant. El portal d'accés s'ubica al Carrer de Sant Quirc i a les quadres s´hi accedeix per la Plaça Major. Una de les balconades es comunica amb un voladís d'una l'edificació més propera de manera que crea un pas per sobre el carrer i d'una casa a una altra.